# Birds (Imagine Dragons)
Birds è un singolo del gruppo musicale statunitense Imagine Dragons, pubblicato il 20 giugno 2019 come quinto estratto dal quarto album in studio Origins.

## Descrizione
Si tratta di una nuova versione del brano originariamente presente nell'edizione deluxe dell'album. La versione pubblicata, infatti, figura la partecipazione vocale della cantante italiana Elisa.

## Tracce
1. Birds (feat. Elisa) – 3:39

## Classifiche
| Classifica (2019-20)             | Posizione massima |
| -------------------------------- | ----------------- |
| Belgio (Fiandre)                 | 51                |
| Belgio (Vallonia)                | 6                 |
| Croazia                          | 67                |
| Francia                          | 49                |
| Italia                           | 61                |
| Portogallo                       | 147               |
| Stati Uniti (rock & alternative) | 27                |
| Svizzera                         | 30                |